# Goniothalamus tenuifolius
Goniothalamus tenuifolius är en kirimojaväxtart som beskrevs av George King. Goniothalamus tenuifolius ingår i släktet Goniothalamus och familjen kirimojaväxter. IUCN kategoriserar arten globalt som livskraftig. Utöver nominatformen finns också underarten G. t. arborescens.